# 知床100平方公尺運動

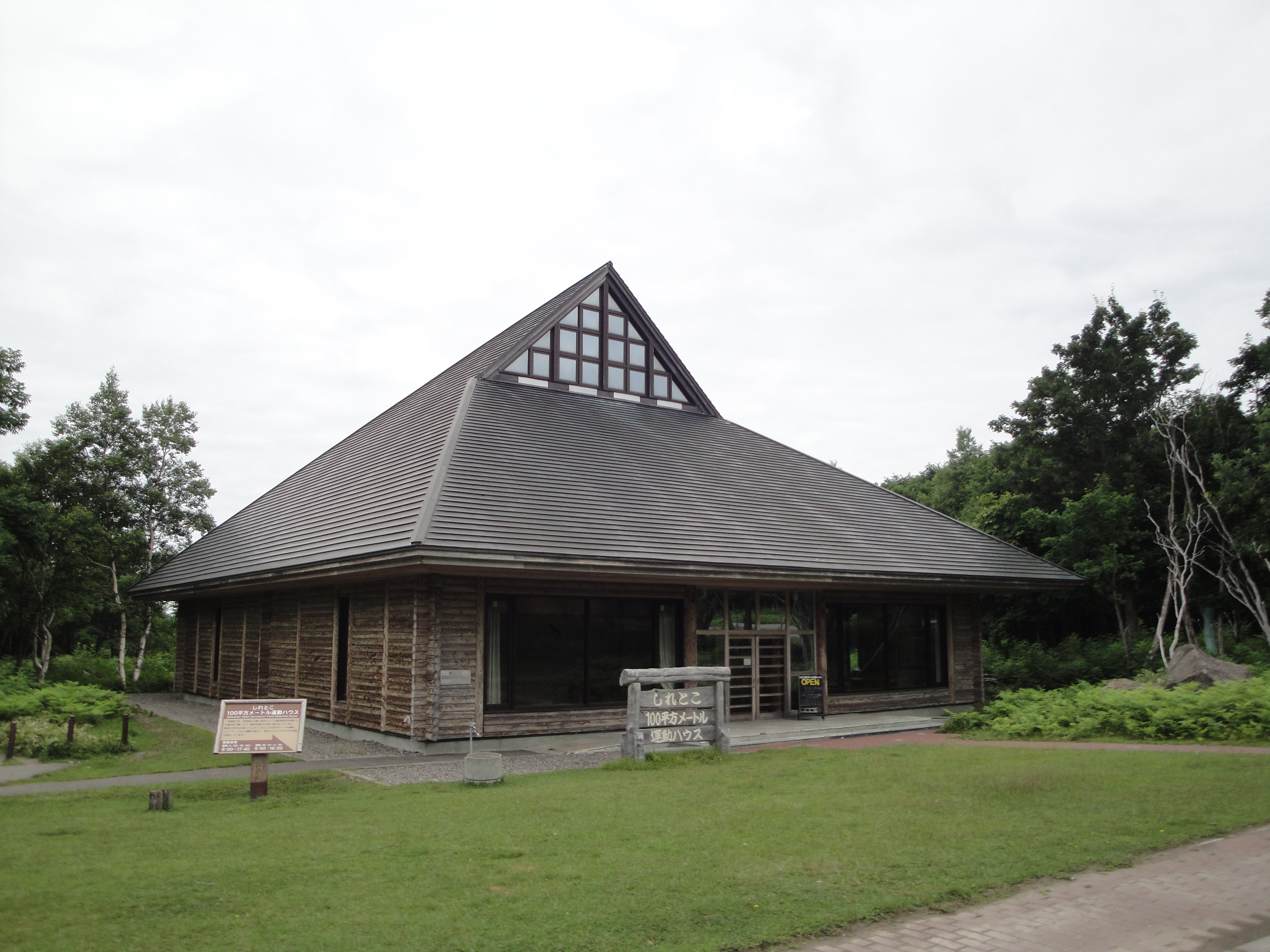
知床100平方公尺運動小屋

知床100平方公尺信託運動是日本北海道斜里町為使知床國立公園內位於岩尾別地區內一塊過去曾被開墾過的土地恢復原始生態所發起的國民信託活動。
知床國立公園在1964年成立後，由於公園內有約470公頃的土地曾在1914年轉讓給開拓者成為私人土地，為了避免這些私人土地遭到開發商買下並進行開發，斜里町在1977年發起了這項信託活動，希望集資買下這片土地並交付國民信託，以保護知床半島的原始生態。
活動已於1997年募集到足夠資金，並在2010年成功買下所有土地；包括斜里町公所自身取得的土地，信託運動所負責的土地已達861公頃。而1997年之後的信託募款目標也改以重新在這片土地上種植樹苗，讓其恢復原始生態。

## 知床開墾歷史
1914年起，配合國家的開拓計劃，陸續從北海道、福島縣、宮城縣等地遷入了60戶的開拓者來到岩尾別地區進行開墾。拓荒者從建設道路、房子、水電基礎設施開始在這闢了一片土地栽種農作，但後來發現本區土地不適合農作，加上位置偏遠生活艱困，逐漸有拓荒者退出開墾。後來居民改為嘗試畜牧業及相關加工產業。
1960年代，日本政府開始重視知床半島的原始生態特色，因此成立了知床國立公園，也中止了此地區的農地開發政策，因此居民開始逐遷離此地區，最後在1973年，所有居民都遷出岩尾別，留下廢棄的建築及農田。
但在國家公園成立後，由於國家公園的知名度，使知床半島成為受人矚目的旅遊地區，反而吸引土地業者打算前來購買這些過去的開墾者所留下來的私人土地來進行開發。

## 土地信託運動
斜里町希望能阻止這些土地被開發業者買下，但由此國家公園政策的限制，於光憑町公所自身財力完全無法完成此事，因此在1977年，由當時的斜里町町長藤谷豐參考英國國家名勝古蹟信託，決定以國民信託方式，在朝日新聞刊登文章，向全日本發起「知床100平方公尺運動」在全日本集資，以8,000日圓為一個單位，每個單位可買下100平方公尺的土地並在其上種樹，希望藉由小額捐款來逐漸買下470公頃的全部土地。
1988年，斜里為了支援此項活動，再成立了現在的公益組織知床財團，除了募款以外，也開始規劃此地區的環境復原工作，並向大眾推廣自然保護意識。
活動最終在1997年3月，獲得了49,024人的捐款，獲得總金額達5.2億日圓，並已買下97%的土地，其餘的土地最終也在2010年購下。斜里町也修改地方條例，限制了此地區的土地讓渡，以確保可永久保存此片土地。

## 森林信託運動
1997年6月，繼續推出後續的信託運動「100平方公尺運動之森林信託」（100平方メートル運動の森・トラスト），計劃以植樹的方式，恢復在一百年前遭拓荒者破壞的環境，目標在100年後能夠恢復此地區的原始森林。

## 外部連結
- （日語） 知床100平方公尺信託運動 （页面存档备份，存于）